# Les amours finissent à l'aube
Pour plus de détails, voir Fiche technique et Distribution.
Les amours finissent à l'aube est un film français réalisé par Henri Calef en 1952 et sorti en 1953.

## Synopsis
Didier et Alberte Guéret forment un couple heureux. Seule ombre au tableau, Alberte souffre d'une maladie cardiaque et pourrait succomber à toute émotion. Un jour, Didier fait la connaissance de Leone, une jeune fille qui travaille comme caissière dans un restaurant. Une aventure sans suite que Didier oublie vite. Mais un jour, Leone revient pour lui apprendre qu'elle est enceinte...

## Fiche technique
- Titre : Les amours finissent à l'aube
- Réalisation : Henri Calef
- Scénario : Henri Calef, Marcel Rivet
- Dialogues : André Tabet
- Décors : Paul Bertrand
- Photographie : Henri Alekan
- Montage : Denise Baby
- Musique : Maurice Thiriet
- Production : Adolphe Osso
- Société de production : Films Vendôme
- Pays :  France
- Format : Noir et blanc - 1,37:1 - 35 mm - Son mono
- Genre : Drame
- Durée : 95 minutes
- Année de sortie en France : 1953

## Distribution
- Georges Marchal : Didier Guéret
- Françoise Christophe : Alberte Guéret
- Nicole Courcel : Leone Fassler
- Suzanne Dehelly : Clémence Guéret
- Jacques Castelot : Commissaire Lotte
- Louis Seigner : Lanzel
- Jacques Morel : Van Goffin
- René Blancard : Jaltex
- Margo Lion : Mme Platz
- Jacques Dynam : Inspecteur Sennac
- Olivier Hussenot : Docteur Dufour
- Micheline Gary : Charlotte
- Pierre Sergeol : Inspecteur Richard
- Paul Azaïs : Lulu
- Maurice Jacquemont : un inspecteur
- Daniel Ceccaldi : Fred
- Albert Rémy : Picard
- Annie Noël : Anne
- Georges Sellier
- Robert Moor
- Hubert Deschamps
- Maurice Dorléac
- Raphaël Patorni
- Jean-Jacques Lecot
- René Havard